# Niamina Dankunku
Il distretto di Niamina Dankunku è un distretto del Gambia nella Divisione del Central River con  6.000 abitanti al censimento del 2003.

## Società

### Evoluzione demografica
In base ai dati del censimento 1993 la popolazione del distretto era così suddivisa dal punto di vista etnico:
| Etnia       | Abitanti | %     |
| ----------- | -------- | ----- |
| Mandingo    | 1.369    | 26,59 |
| Fulani      | 2.882    | 55,98 |
| Wolof       | 620      | 12,04 |
| Jola        | 15       | 0,29  |
| Serahule    | 45       | 0,87  |
| Altre etnie | 217      | 4,22  |